# Danilo Blanuša
Danilo Blanuša (* 7. Dezember 1903 in Osijek; † 8. August 1987) war ein jugoslawischer Mathematiker, Physiker und Ingenieur. Er war Professor für Elektrotechnik an der Universität Zagreb.
Er ging in Wien, Steyr, Osijek und Zagreb zur Schule und studierte Elektrotechnik in Zagreb und Wien sowie Mathematik und Physik. 1943 verteidigte er seine Dissertation „Jedna vrst integralnih teorema Besselovih funkcija“ (Eine Art von Integralsatz über die Bessel-Funktion) an der Technischen Fakultät in Zagreb.
1946 entdeckte er die ersten Snarks nach Julius Petersen 1898. Das sind spezielle kubische Graphen, deren Kanten nicht mit drei Farben so gefärbt werden können, dass keine zwei Kanten an einem Knoten gleiche Farbe haben. Das Vierfarbenproblem lässt sich nach Peter Guthrie Tait auf die Frage der Existenz planarer Snarks zurückführen. Weitere Snarks wurden danach unter anderem von Blanche Descartes entdeckt.
Er befasste sich auch mit Differentialgeometrie (isometrische Immersionen der zweidimensionalen hyperbolischen Ebene in den sechsdimensionalen euklidischen Raum) und Besselfunktionen. 
1947 korrigierte er die Behandlung der relativistischen Thermodynamik durch Max Planck von 1908 (wie unabhängig Heinrich Ott 1963, dem diese Korrektur üblicherweise zugeschrieben wurde). Dies betrifft insbesondere den relativistischen Transformationsfaktor von Wärme und Temperatur. Das Thema war aber auch danach umstritten.
1960 erhielt er den Rugjer-Bošković-Preis.